# Gifu (thành phố)
Thành phố Gifu (岐阜市, Gifu-shi, Kì Phụ thị) là tỉnh lỵ của tỉnh Gifu (岐阜県), đồng thời là một đô thị trung tâm vùng của vùng Chūbu, Nhật Bản.
Thành phố Gifu nằm ở giữa phần phía Nam của tỉnh Gifu và đồng thời ở phía Bắc của đồng bằng Nōbe. Phía bắc thành phố có nhiều rừng núi, phía Nam mới là khu phố phường. Sông Nagara chảy qua giữa thành phố, từ Bắc xuống Nam. Núi Kinka là một trong những biểu tượng của thành phố; nơi đây có thành Gifu và những khu rừng đã được chỉ định là tài sản quốc gia.
Do vị trí địa lý đặc biệt của mình - nằm giữa Nhật Bản - nên trong thời kỳ Sengoku có rất nhiều lãnh chúa lấy Gifu làm căn cứ cho mình. Trong Chiến tranh thế giới thứ hai, vào ngày 9 tháng 7 năm 1945, không quân Hoa Kỳ đã dùng bom cháy oanh tạc thành phố cướp đi 863 sinh mạng và làm bị thương 520 người khác, phá hủy 20426 ngôi nhà. Từ đó về sau, thành phố Gifu năm nào cũng tổ chức lễ tưởng niệm vào ngày 9 tháng 7. Hôm đó, các ngôi chùa trong thành phố đều rung chuông. Sau chiến tranh, thành phố đã được khôi phục và một thời là trung tâm thời trang và trung tâm của ngành công nghiệp dệt may của Nhật Bản.
Nhiều người dân thành phố Gifu ban ngày lên Nagoya làm việc và chỉ trở về nhà vào buổi tối và cuối tuần.
Ngành du lịch của thành phố Gifu tương đối phát triển, bao gồm thú tiêu khiển săn cá bằng chim, các bảo tàng, các di tích lịch sử. Thành phố Gifu còn có nghề truyền thống làm tương miso khá nổi tiếng ở Nhật Bản.

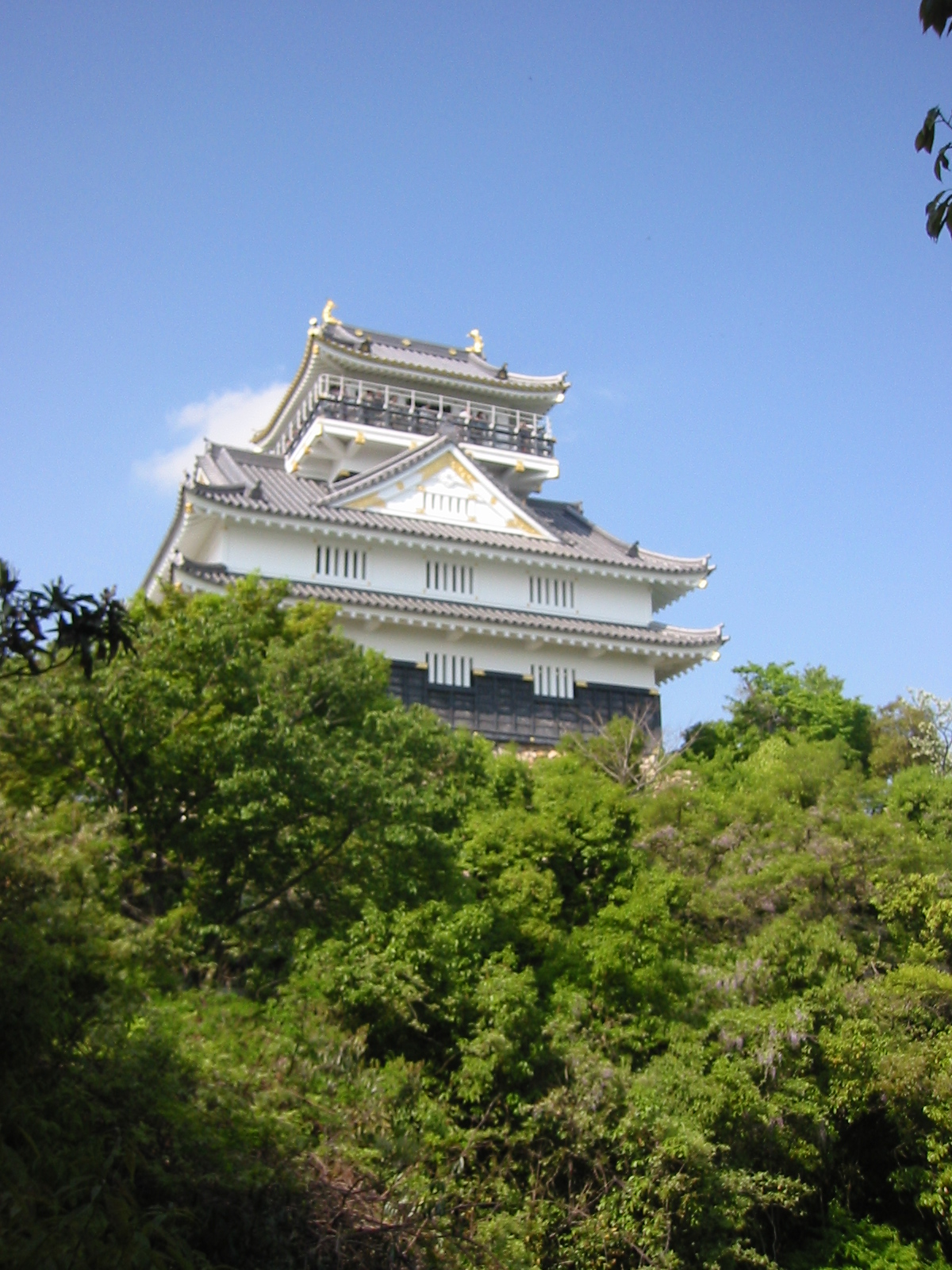
Lâu đài Gifu
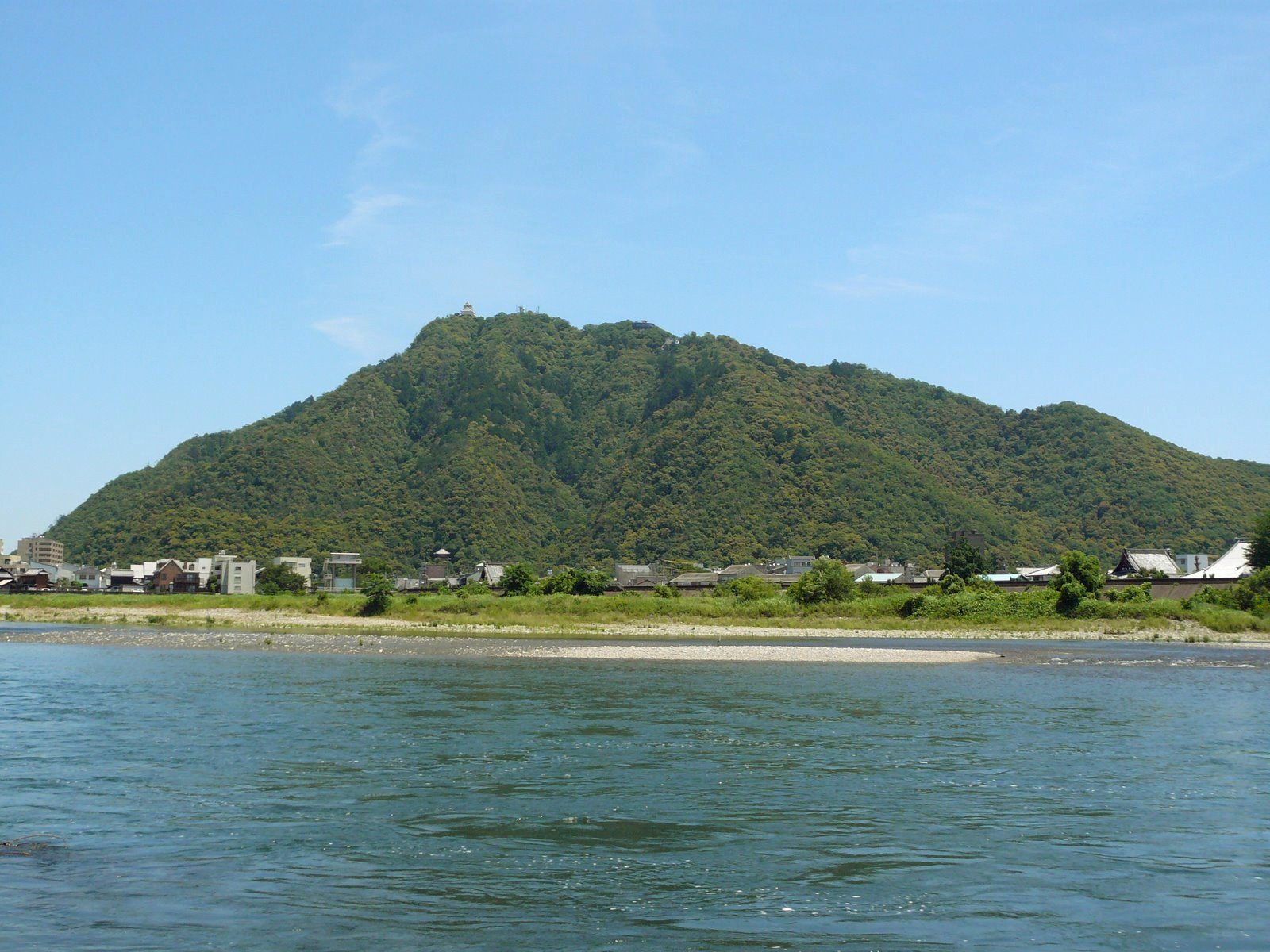
Núi Kinka
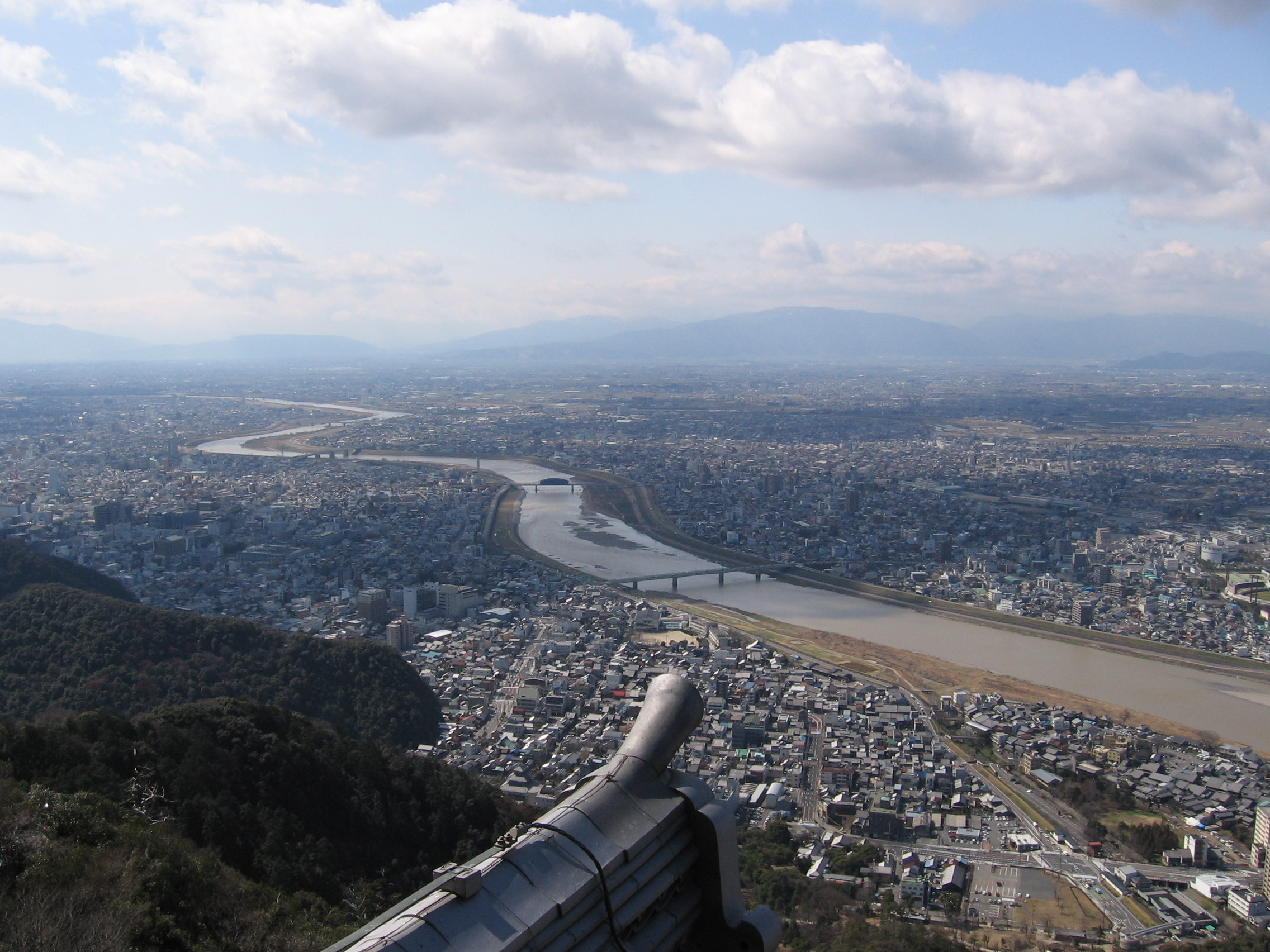
Thành phố Gifu và sông Nagara nhìn từ trên đỉnh lâu đài Gifu